# The Boys of St. Vincent
The Boys of St. Vincent is een film uit 1993, geregisseerd door John N. Smith voor de National Film Board van Canada. De film is een miniserie van twee delen, gebaseerd op de gebeurtenissen in het Mount Cashel weeshuis in Newfoundland, Canada. Het was tevens een van de meest in het oog springende pedofilieschandalen in de Rooms-Katholieke Kerk.
De miniserie is uitgezonden op tv in december 1992, terwijl de rechtszaak nog lopende was. De verdediging trachtte de uitzending tegen te houden tot na de zaak uit angst dat de jury de serie zou zien en erdoor beïnvloed zou worden. Dit leidde tot een verbod op uitzending en publiciteit over de serie, waartegen de Canadian Bradcasting Company (CBC) in beroep ging, met een beroep op vrijheid van meningsuiting. In hoger beroep leidde dit tot de zaak Dagenais v Canadian Broadcasting Corp, waarin werd bepaald dat een belangenafweging moest worden gemaakt. Uiteindelijk werd het verbod beperkt tot Ontario en Montreal, en werd het verbod op publiciteit vernietigd.
De eerste film, The Boys of St. Vincent, gaat over het seksueel misbruik door de priesters en over de manier waarop dit in de doofpot wordt gestopt. De tweede film, The Boys of St. Vincent: 15 Years Later, gaat over de strafzaak tegen de priesters vijftien jaar na de gebeurtenissen in de eerste film.

## Het verhaal

### Deel 1
De politie brengt de jonge Kevin Reevey terug naar het weeshuis, waaruit hij is weggelopen. Vader Peter Lavin begint meteen nadat de agenten weg zijn gegaan onzedelijke handelingen met de jongen uit te voeren, en wil dat Kevin hem "mama" noemt. Kevin weigert dit en zegt dat zijn moeder overleden is, waarop Lavin hem met zijn riem afranselt (met de kant waaraan de gesp zit). Een andere jongen, Brian Lunny, probeert zijn broertje Stephen te beschermen. Stephen wordt seksueel benaderd door een andere priester, vader Glynn. Brians handen worden bont en blauw geslagen door Glynn. Wanneer hij Lavin met de politie dreigt, dreigt deze hem impliciet me het gegeven dat zijn broertje nog een hele tijd in het weeshuis zal blijven.
Beide gevallen staan niet op zichzelf: de priesters misbruiken zeer veel jongetjes van rond de 10, variërend van onzedelijk betasten tot anale penetratie. Ook lichamelijke mishandeling komt voor, bij jongens die weigeren of uit de school dreigen te klappen. Toch komt een en ander uit wanneer een opmerkzame klusjesman de politie waarschuwt na te zijn ontslagen omdat hij de zwaar mishandelde Kevin naar het ziekenhuis had gebracht. Dit kost de klusjesman zijn baan. Ondanks intimidatie en dreigementen van broeder Lavin getuigen sommige jongens over het misbruik, maar de behandelende rechercheur stuit op een muur van tegenwerking bij de lokale overheid. Ondanks het feit dat er voortdurend klachten zijn, krijgen zowel de sociale dienst als de politie al tijden geen voet aan de grond. Een schandaal zou de hele stad in diskrediet brengen, en de kerk is erg machtig. De rechercheur wordt gewaarschuwd dat dit zijn carrière geen goed doet en wordt gedwongen alle referenties aan seksueel misbruik uit de rapporten te schrappen. 
Lavin probeert de jongens met dreigementen en terreur te intimideren, maar wordt zelf op heterdaad betrapt met Kevin door een van de priesters die zich niet aan de jongens had vergrepen. De drie grootste boosdoeners Glackin, Glynn en Lavin, worden ontslagen en uit de geestelijkheid gezet. Er volgen geen verdere stappen en de nieuwe leiding is voornamelijk bezorgd om het herstel van de reputatie van St. Vincent, terwijl het misbruik doorgaat. De kardinaal bedankt de overheid voor hun 'medewerking' (het in de doofpot stoppen van de zaak).

### Deel 2
In de tweede film, die vijftien jaar na de eerste speelt, lijkt het erop dat de priesters (waaronder wederom Peter Lavin) hun straf niet zullen ontlopen. Justitie heeft een onderzoek ingesteld, en de priesters zijn voor de strafrechter gedaagd. De broers Lunny, Brian en Stephen, ontmoeten elkaar voor het eerst in jaren. Brian probeert Stephen bij te staan, die volledig is ontspoord, en verslaafd is geraakt aan drugs. Stephen zal getuigen in de zaak tegen de priesters, waarmee zeer veel oud zeer wordt opgerakeld.
Op Kevin Reevey, nu 25, heeft het misbruik ook diepe geestelijke letsels achtergelaten. Hij weigert dan ook te getuigen tegen Lavin en de andere priesters. Lavin zelf is intussen met een Frans-Canadese vrouw getrouwd en heeft twee kinderen. Lavin ontkent alle beschuldigingen.
Lavin wekt bij de jury de indruk van een nette huisvader die onterecht beschuldigd is en desondanks een geslaagd gezinsleven heeft opgebouwd. Het contrast met de verslaafde labiele Stephen is enorm. Lavins advocaat breekt Stephen bij het getuigenverhoor verbaal tot de grond af en confronteert hem met het feit dat hij zelf op 16-jarige leeftijd een 7-jarig jongetje heeft misbruikt. Stephen pleegt hierop zelfmoord.
Kevin raakt hierdoor dermate onder de indruk dat hij besluit toch tegen Lavin te getuigen. In zijn verklaring vertelt hij hoe hij voor de eerste keer door Lavin in het zwembad was misbruikt en hoe hij vanaf dat moment "Lavins jongen" was. Hij vertelt dat hij Lavin "mama" moest noemen en hoe hij werd mishandeld als hij Lavins intimiteiten weigerde. Alle aanwezigen zijn geschokt, inclusief Lavins eigen vrouw.
Of Lavin uiteindelijk wordt veroordeeld blijft in het midden. In de laatste scène, na de verklaring van Kevin, vraagt zijn geschokte en geëmotioneerde vrouw hem of hij ook hun kinderen soms heeft misbruikt en laat Lavin alleen achter.

## Rolverdeling
| Acteur           | Personage              |
| ---------------- | ---------------------- |
| Henry Czerny     | Brother Peter Lavin    |
| Sebastian Spence | Kevin Reevey           |
| Johnny Morina    | young Kevin            |
| Brian Dooley     | Detective Noseworthy   |
| Philip Dinn      | Mike Finn              |
| David Hewlett    | Steven Lunny           |
| Brian Dodd       | young Steven           |
| Timothy Webber   | Brian Lunny            |
| Ashley Billard   | young Brian            |
| Lise Roy         | Chantal                |
| Mary Walsh       | Lenora Pardy           |
| Jeremy Keefe     | Mike Sproul            |
| Jonathan Lewis   | Eddie Linane           |
| Michael Wade     | Brother MacLaverty     |
| Greg Thomey      | Brother Glackin        |
| Alain Goulem     | Brother Glynn          |
| Aidan Devine     | Brother Michael Davitt |